# La Costa de Llevant
La Costa de Llevant va ser una revista il·lustrada editada a Canet de Mar (Maresme) entre 1894 i 1922.

## Història
Editada en la localitat barcelonina de Canet de Mar, el seu primer número va aparèixer el 14 de gener de 1894. De periodicitat en primera instància quinzenal i, posteriorment, setmanal. La seva fundació va ser promoguda per Marià Serra i Font, Bonaventura Gombau i Josep Cortils i Vieta. Va estar vinculada a Unió Catalanista i a la Lliga Regionalista i ideològicament s'adscrivia al regionalisme català, el conservadorisme i el catolicisme.